# Salou
Salou (pronunciada aguda tanto en español como en catalán) es un municipio y localidad española de la provincia de Tarragona, en la comunidad autónoma de Cataluña. Su población es de 30 810 habitantes (INE 2024), aunque en verano aumenta la población puede quintuplicarse.
Fundada por los griegos en el siglo VI a. C., la ciudad constituyó un destacado puerto comercial durante la Edad Media y la Edad Moderna. A lo largo del siglo XX, Salou, ubicada en la llamada Costa Dorada, se convirtió en un importante centro turístico, condición que mantiene en la actualidad. En las cercanías de la localidad se encuentra el parque temático de PortAventura World.

## Historia
Según la hipótesis actualmente aceptada, Salaurio (ciudad saneada) fue fundada en el siglo VI a. C. por griegos de la región de Fócida. La primera fuente escrita que menciona la ciudad es la Ora maritima, del escritor romano Avieno (siglo IV). Este libro, basado en un texto griego de entre 530 y 500 a. C, realiza una descripción geográfica del litoral mediterráneo de Hispania, desde Gibraltar a Marsella.
Durante la dominación romana, la ciudad pasa a denominarse Salauris, y constituye uno de los puertos más importantes de la Hispania Citerior. A partir de aquí, y con la invasión musulmana, se produce un progresivo despoblamiento y abandono del territorio. La ciudad vuelve a florecer con el impulso de la Reconquista, otorgándose en 1211 la jurisdicción del territorio al arzobispo de Tarragona.

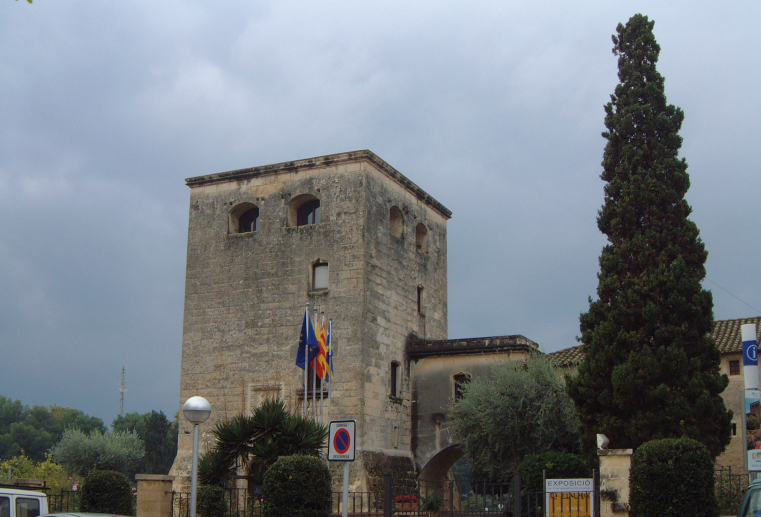
Torre Vieja de Salou

Dadas las excepcionales condiciones del puerto natural de Salou, protegido por el cabo de Salou, el lugar se convierte rápidamente en uno de los puertos más importantes de la Corona de Aragón, importancia que prevalecerá hasta el siglo XIX. Así, a petición de los mercaderes de Barcelona, Tarragona y Tortosa ante los ataques de los piratas sarracenos mallorquines a las flotas comerciales catalanas, el 6 de septiembre de 1229 el rey Jaime I de Aragón concentra en Salou, Tarragona y Cambrils a una escuadra aragonesa que partiría a reconquistar Mallorca a Abú Yahya, el gobernador almohade de la isla. Debido a los saqueos piratas que atemorizaban a la población, en 1530, Pere de Cardona, arzobispo de Tarragona, ordena construir la Torre Vieja de Salou, para defensa de la ciudad.
En el transcurso de la sublevación de Cataluña o revolta dels segadors, en el año 1649, el general felipista Juan de Garay Otañez obligó a los reusenses a destruir las fortificaciones de Salou con la finalidad de evitar que fueran utilizadas por los somaténs catalanes (milicia armada que se reunía en los pueblos con el toque de las campanas) o sus aliados franceses.
En 1673, el arzobispado otorga los derechos de la ciudad al municipio de Vilaseca, iniciando un proceso por el cual esta villa irá adquiriendo la posesión de Salou y su puerto, situación que se ha prolongado hasta hace pocos años. La importancia comercial del puerto de Salou continúa durante el siglo XVIII y principios del XIX. El año 1766 se bendice la iglesia de Santa María del Mar. En 1820 se edifica la Capitanía y la Nueva Aduana (actualmente derruida) en la calle Barcelona. En 1858 se inaugura el faro, situado en el cabo de Salou.
A principios del siglo XIX, el puerto de Salou entra en decadencia y a mediados de siglo se prohíbe su funcionamiento. La ciudad comienza entonces un proceso de conversión de puerto comercial a centro turístico. Así, el año 1863 se autorizan las casetas de baño en la playa de Poniente y en 1865 se pone en funcionamiento la estación del ferrocarril. En 1867 se inaugura el conocido «Carrilet», el tranvía Reus-Salou (hoy en desuso), que lleva a los primeros veraneantes a la villa.
Durante la década de 1920 se empiezan a edificar los chaléts modernistas del paseo de Jaime I, como los chalets «Bonet», «Loperena», «Marisol/Solimar», «Llevat», «Enriqueta», «Miarnau» y «Banús» diseñados por el arquitecto y colaborador de Gaudí, Domingo Sugrañes. A partir de los años 1960, Salou experimenta un espectacular crecimiento urbanístico provocado por el turismo. En 1965 es erigido el monumento a Jaime I, obra del escultor catalán Lluís Maria Saumells Panadés, que puede ser considerado todo un símbolo del Salou contemporáneo. En los años 1970, un amplio movimiento popular y organizado promoverá el proceso de segregación de Salou respecto de Vilaseca, que culminará el 30 de octubre de 1989 con una sentencia del Tribunal Supremo que concede la independencia administrativa de Salou. En 1995, como colofón al desarrollo urbanístico de Salou, se edifica el parque temático Port Aventura en las cercanías de la localidad.
El paseo marítimo de la localidad iba a ser, en un principio, víctima de los atentados de Cataluña de 2017, aunque, debido a la gran cantidad de patrullas de Mozos de Escuadra, por la zona, desviaron el foco del atentado al paseo marítimo del pueblo vecino de Cambrils.
El 13 de enero de 2020 la estación de la localidad, y por consecuencia el servicio ferroviario se suspende de forma definitiva, dejando a Salou incomunicada por ferrocarril, contando únicamente con la estación de Salou-Port Aventura, situada a las afueras de la ciudad y comunicada únicamente con autobuses lanzadera.

## Geografía

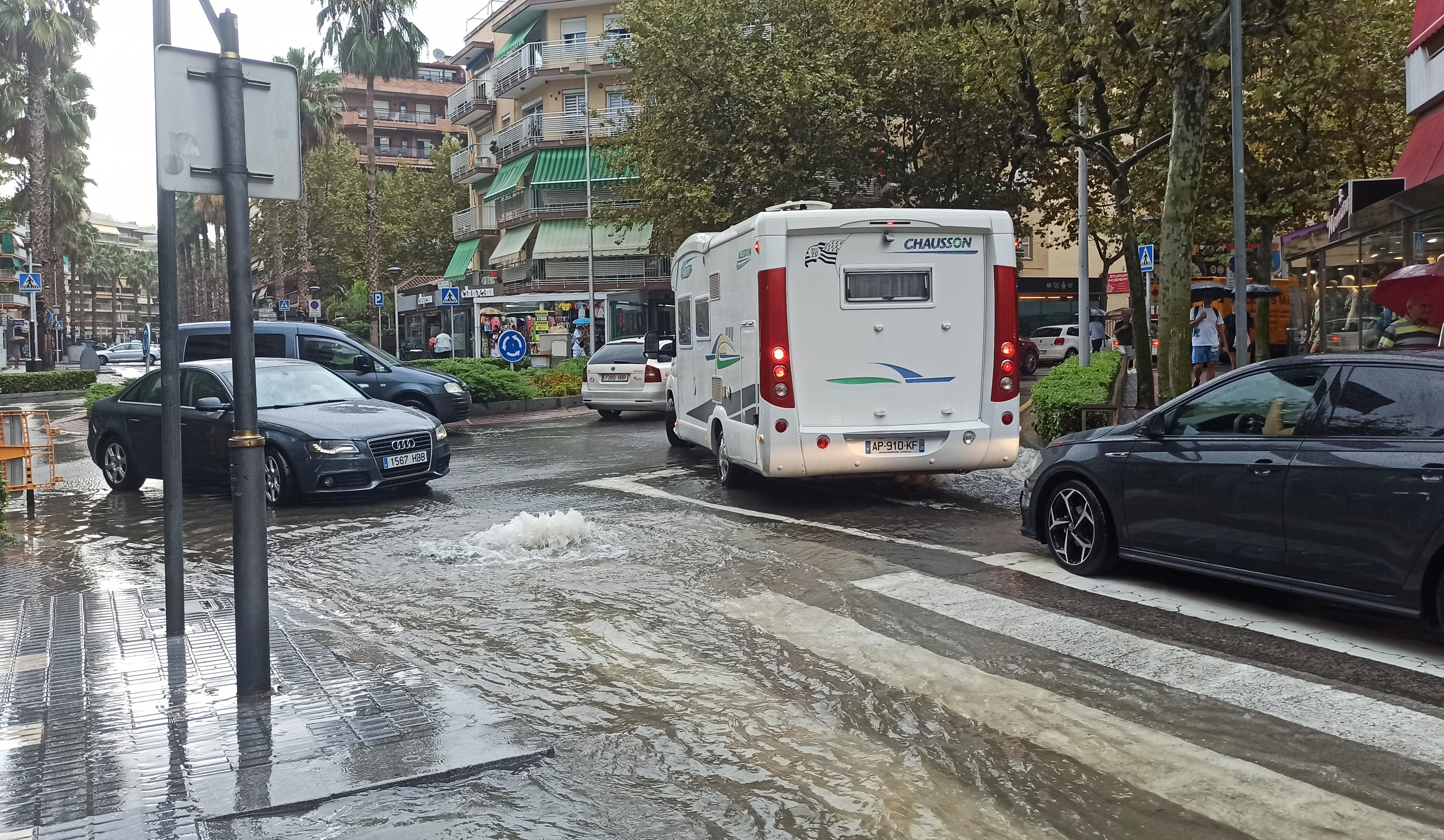
Calle Barcelona tras una mañana de fuertes lluvias

Perteneciente a la provincia de Tarragona, dista 10 km de la capital provincial y 8 de Reus. Colinda con los núcleos urbanos de Cambrils, Vilaseca y la Pineda.

### Clima
Salou posee un clima mediterráneo típico (clasificación climática de Köppen: Csa) con inviernos suaves y veranos calurosos. El período más seco de año es el verano, mientras que el más húmedo es el otoño.
| Parámetros climáticos promedio de Salou | Parámetros climáticos promedio de Salou | Parámetros climáticos promedio de Salou | Parámetros climáticos promedio de Salou | Parámetros climáticos promedio de Salou | Parámetros climáticos promedio de Salou | Parámetros climáticos promedio de Salou | Parámetros climáticos promedio de Salou | Parámetros climáticos promedio de Salou | Parámetros climáticos promedio de Salou | Parámetros climáticos promedio de Salou | Parámetros climáticos promedio de Salou | Parámetros climáticos promedio de Salou | Parámetros climáticos promedio de Salou |
| Mes                                     | Ene.                                    | Feb.                                    | Mar.                                    | Abr.                                    | May.                                    | Jun.                                    | Jul.                                    | Ago.                                    | Sep.                                    | Oct.                                    | Nov.                                    | Dic.                                    | Anual                                   |
| --------------------------------------- | --------------------------------------- | --------------------------------------- | --------------------------------------- | --------------------------------------- | --------------------------------------- | --------------------------------------- | --------------------------------------- | --------------------------------------- | --------------------------------------- | --------------------------------------- | --------------------------------------- | --------------------------------------- | --------------------------------------- |
| Temp. máx. media (°C)                   | 14.1                                    | 15.2                                    | 16.7                                    | 19.1                                    | 23.2                                    | 26.3                                    | 29.0                                    | 29.3                                    | 26.2                                    | 23.1                                    | 18.1                                    | 15.2                                    | 21.3                                    |
| Temp. media (°C)                        | 9.8                                     | 10.5                                    | 12.1                                    | 15.1                                    | 18.7                                    | 22.4                                    | 24.6                                    | 24.8                                    | 22.2                                    | 19.1                                    | 14.1                                    | 10.2                                    | 17.1                                    |
| Temp. mín. media (°C)                   | 5.9                                     | 6.2                                     | 8.1                                     | 11.1                                    | 14.2                                    | 18.5                                    | 20.1                                    | 20.3                                    | 18.4                                    | 15.0                                    | 10.1                                    | 5.8                                     | 12.9                                    |
| Precipitación total (mm)                | 38                                      | 23                                      | 35                                      | 40                                      | 60                                      | 38                                      | 15                                      | 51                                      | 77                                      | 65                                      | 49                                      | 40                                      | 504                                     |
| Días de precipitaciones (≥ 1 mm)        | 4                                       | 3                                       | 4                                       | 6                                       | 6                                       | 4                                       | 2                                       | 4                                       | 5                                       | 5                                       | 4                                       | 4                                       | 51                                      |
| Horas de sol                            | 160                                     | 164                                     | 199                                     | 223                                     | 243                                     | 264                                     | 308                                     | 264                                     | 201                                     | 184                                     | 160                                     | 138                                     | 2509                                    |
| Fuente: Agencia Estatal de Meteorología |                                         |                                         |                                         |                                         |                                         |                                         |                                         |                                         |                                         |                                         |                                         |                                         |                                         |

### Playas
Salou cuenta con cuatro playas y numerosas calas:

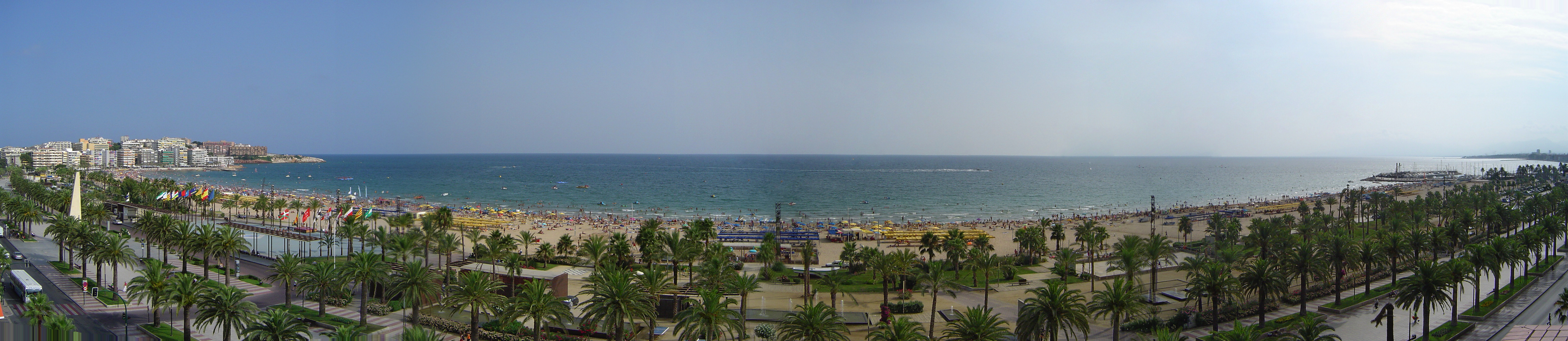
Playa de Levante

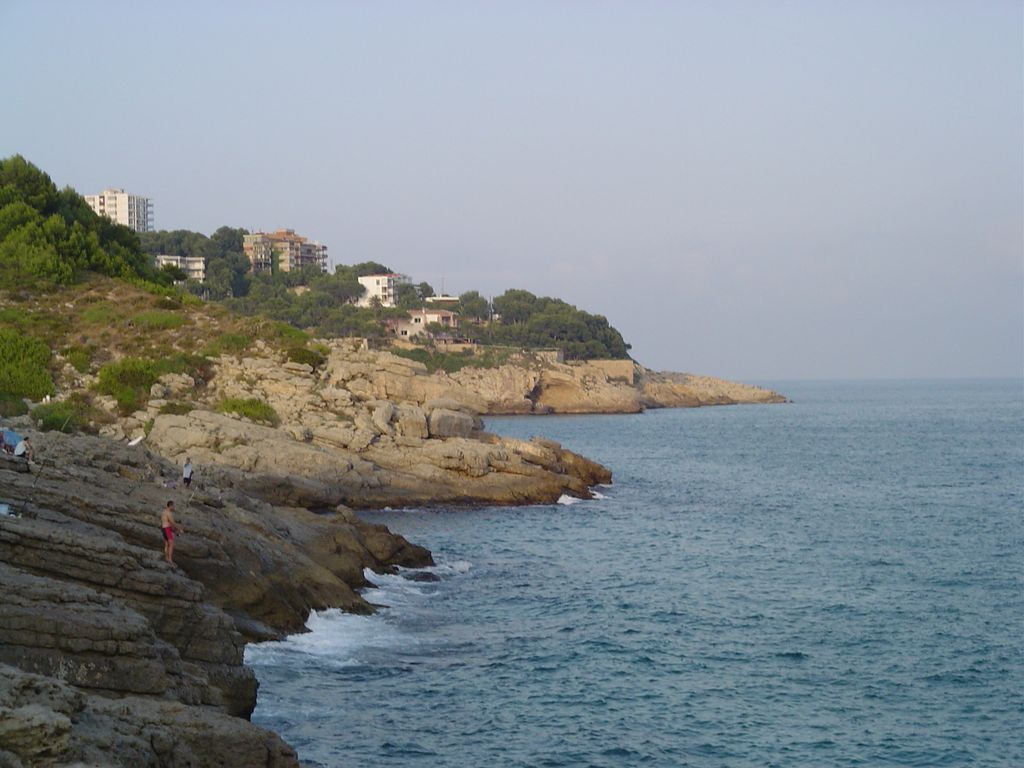
Cabo de Salou

Playa principal de Salou de 1200 metros y arena fina. Dispone de duchas, WC y un gran paseo marítimo (paseo Jaume I) ajardinado, con instalaciones de recreo infantil y deportivas, zona de aparcamiento y estación central de autobuses.  En el extremo norte se encuentra la fuente Luminosa, obra de Carles Buïgas, y linda al sur con el puerto deportivo.
Playa de Poniente
Playa de 1000 metros de longitud aproximadamente, de arena fina. Linda al este con el puerto deportivo y al oeste con el término municipal de Cambrils (Vilafortuny).
Playa de los Capellanes
Playa de 200 metros con edificaciones a pie de arena. Limitada en sus extremos por acantilados sobre los que se encuentran numerosos edificios de apartamentos y un pequeño parque. Acceso desde la calle Bruselas bajando por calle Gavina o por el camino de Ronda procedente de la cala Llenguadets.

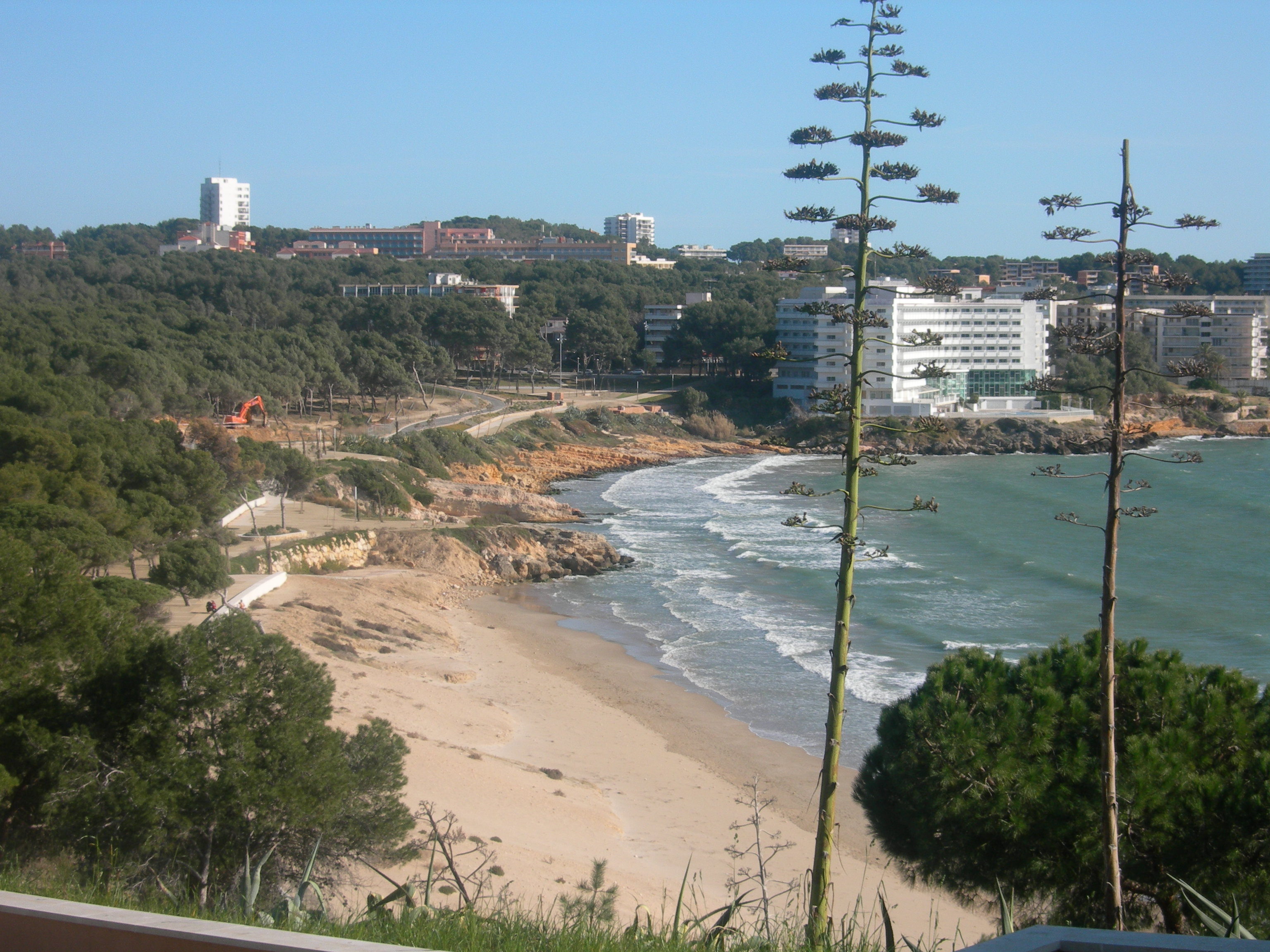
Playa Larga
Playa de 500 metros de longitud de arena fina. Rodeada de bosque y con un paseo marítimo ajardinado con plantas mediterráneas y abundantes flores inaugurado en 2005. Acceso mediante escaleras o por carretera con tráfico restringido desde la calle Torremolinos o bien desde la calle dels Replanells. En los meses estivales frecuentada mayoritariamente por público de origen inglés. Cuenta con duchas y WC.
Cala de Lenguadetes (Llenguadets)
Pequeña cala situada entre la cala dels Capellans y la playa Larga. Acceso desde la calle de la Torrassa o bien por el camino de ronda desde las playas colindantes.
Calas del cabo de Salou
En el cabo Salou se encuentran numerosas calas: cala Morisca, cala Vinya, cala Font, Penya Tallada (cala de los millonarios) y cala Crancs.
Cala Crancs

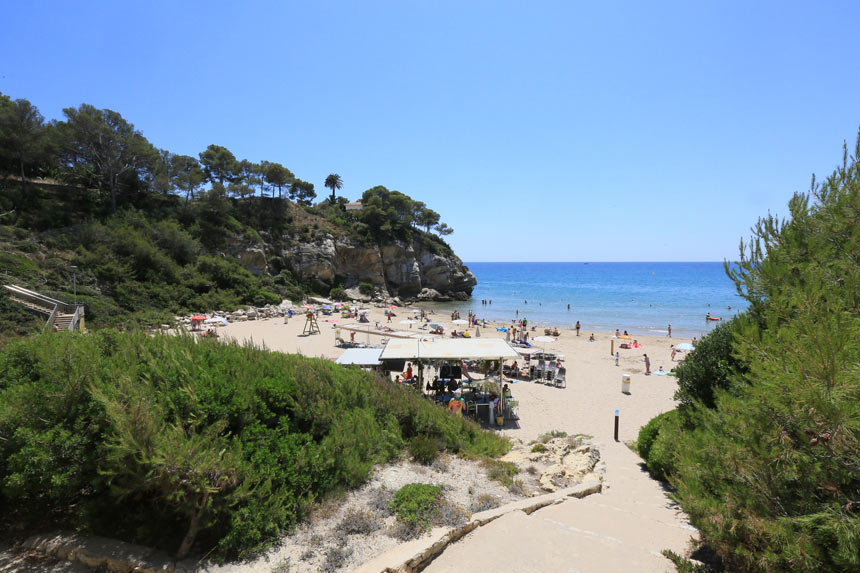
Playa cala Crancs en el faro de Salou

Situada en una urbanización junto al faro de Salou a aproximadamente 4.5 km del centro. Se trata de una bonita playa de arena fina de unos 150 m de longitud con acceso mediante escaleras desde la calle de cala Crancs o una rampa. Se trata de una zona tranquila, alejada del centro aunque durante la temporada estival suele ser también muy concurrida. La playa es hermosa, rodeada de vegetación y cuenta con un chiringuito en la arena para tomar algo. A poca distancia de la playa se encuentra el inicio del camino de ronda GR-92 que circula por todas las playas de Salou hasta llegar al centro.
Cala Vinya

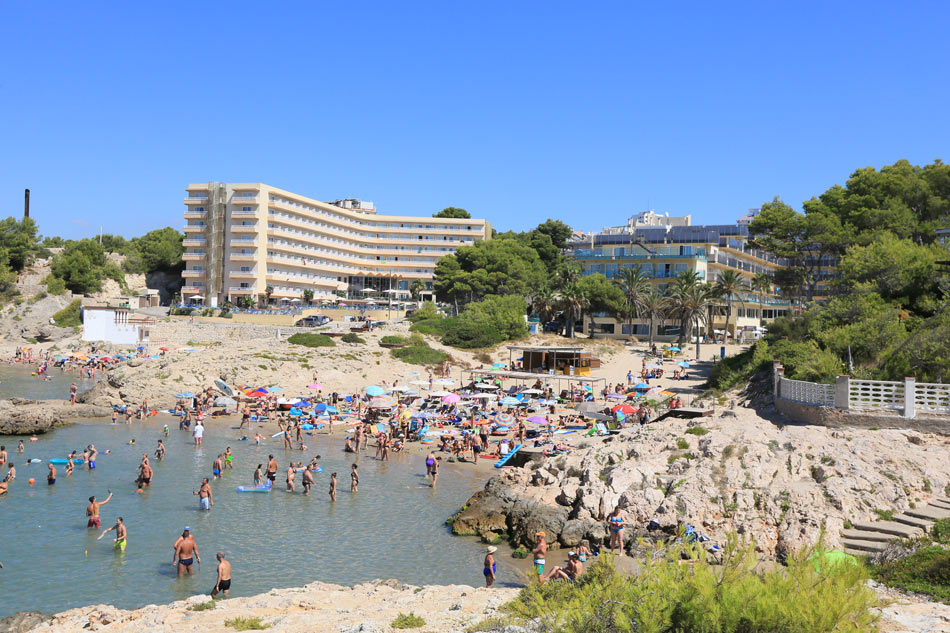
Cala Vinya y cala Font

Cala Vinya y cala Font son dos pequeñas calas situadas cerca del faro de Salou a unos 4 km del centro con acceso desde la calle Les Dunes junto al Hotel Cala Font. Se trata de dos bonitas calas muy concurridas debido a primero a sus pequeñas dimensiones y segundo al gran número de hoteles que se encuentran a su alrededor. Las calas cuentan con buenos servicios como alquiler de tumbonas, parasoles, duchas o chiringuitos para tomar algo.
Penya Tallada
Cala Penya Tallada es una de las calas más remotas y bonitas de Salou. Con acceso desde la carretera de la Costa que nos lleva al faro. Hay que descender por unas escaleras hasta llegar a la cala de arena de unos 60 m de longitud.

## Demografía
Salou cuenta con una población de 30 810 habitantes (INE 2024).
| Gráfica de evolución demográfica de Salou entre 1991 y 2021 |
| |
| Población de derecho según los censos de población del INE Población de hecho según los censos de población del INEEntre el censo de 1991 y el anterior, aparece este municipio porque se segrega del municipio 43171 (Vilaseca) |

| Nacionalidad | Hombres | Mujeres | Total  | %      | Proporción |
| ------------ | ------- | ------- | ------ | ------ | ---------- |
| Española     | 9830    | 9661    | 19 491 | 67.1 % |            |
| Extranjera   | 5038    | 4499    | 9537   | 32.8 % |            |

## Transporte
Autobús
La empresa de autobuses "Plana" da servicio público por Salou, Cambrils, Vilafortuny y La Pineda y viajes con línea regular a Barcelona, Cambrils, Mercado de Bonavista, Port Aventura, Reus, Salou y Tarragona. También ofrece transfers desde el Aeropuerto de Reus o la estación de Campo de Tarragona a La Pineda, Salou, Hoteles PortAventura y Cambrils. Desde el Aeropuerto de Barcelona a La Pineda, Salou, Hoteles P.Aventura, Cambrils y Tarragona. Por otro lado, también realiza excursiones a diferentes lugares desde la Costa Dorada.
Ferrocarril
Salou está conectada mediante autobús lanzadera con la nueva estación de Cambrils, situada en el corredor ferroviario del Mediterráneo que conecta también con la línea del AVE que une Madrid con Barcelona y la frontera francesa en la estación de Campo de Tarragona, y con la línea de ancho convencional Reus-Tarragona a través del nudo de Vilaseca, y, además, con la estación de Salou-Port Aventura, que es la única estación que permanece operativa, como estación terminal, del antiguo trazado ferroviario entre Tarragona y La Ametlla de Mar a través de Salou.   Además, la ciudad se encuentra a pocos kilómetros de la estación de Campo de Tarragona.  Desde esta estación hay conexión ferroviaria de alta velocidad con Madrid en tres horas o incluso a París, con transbordo en Barcelona, en poco más de seis. 
Desde 2020 la estación de tren más cercana es la de Salou-Port Aventura, que está como mucho a 15 minutos del centro de la ciudad mediante un autobús lanzadera. Propiedad de Adif y operada por Rodalies de Catalunya con las líneas: R17 Regional Exprés (única línea que une directamente Barcelona y Salou) y la línea RT2 de Cercanías del Campo de Tarragona. 
Hasta el 10 de enero de 2020, Salou contaba con la estación de Salou que se encontraba en el centro de la población, en la que efectuaban parada trenes de media y larga distancia, que permitía que la localidad tuviera comunicación con todo el arco mediterráneo como Tarragona, Barcelona, Tortosa, o la Costa Brava, Valencia, Murcia, Sevilla o Montpellier, y regionales que, mediante la línea RT2 de cercanías de Tarragona, conectaba con Cambrils, PortAventura, Tarragona, Altafulla, Torredembarra, San Vicente de Calders, Vendrell y Arbós.
La estación de Salou fue clausurada debido a que el tráfico ferroviario entre Tarragona y La Ametlla de Mar fue desviado por la nueva variante ferroviaria conocida como la "Variante de Vandellós" del "Corredor Mediterráneo",  de forma que Salou perdió su comunicación ferroviaria desde el centro de la localidad, quedando únicamente conectada por autobús.
Tranvía
En 2007, se proyectaron varias líneas de tranvía interurbano que recorrerían los municipios del área urbana de Tarragona o Campo de Tarragona  (Tarragona, Reus, Cambrils, Salou y Vilaseca/La Pineda) que concentra una población de más de 350 000 habitantes (en verano la cifra supera el medio millón). Estas líneas de tranvía descongestionarían la elevada cantidad de usuarios de la red de autobuses públicos que enlazan las diferentes poblaciones, especialmente en verano. Sin embargo, el estallido de la crisis económica hizo que el proyecto del Tranvía del Campo de Tarragona se paralizara indefinidamente a la espera de una futura realización.
Avión
Salou no cuenta con aeropuerto propio si bien el más cercano se sitúa a tan solo 10 kilómetros, en la ciudad de Reus. Este pequeño aeropuerto dispone, entre otros, de continuos vuelos chárter que durante el verano enlazan la Costa Dorada con el Reino Unido, Holanda y Alemania en apenas una hora. A 100 kilómetros de Salou se encuentra el aeropuerto de Barcelona-El Prat, el segundo más importante de España y con una amplia oferta de vuelos hacia Europa y América durante todo el año

## Administración y política
La ciudad de Salou, desde su independencia administrativa en 1989, ha contado con varios alcaldes. Esteve Ferran i Rovira, defensor del movimiento segregacionista del municipio de Salou, se convirtió en 1991 en el primer alcalde electo del municipio de Salou con su partido Units per Salou. Este partido municipalista de corte conservador con Esteve Ferran al frente se mantendría en el poder con mayoría absoluta durante dieciséis años, hasta 2007. En ese año, por primera vez, los socialistas del PSC accedían a la alcaldía de este municipio costero con el apoyo de otras fuerzas de izquierda.
| Periodo   | Nombre           | Partido | Partido                                    |
| --------- | ---------------- | ------- | ------------------------------------------ |
| 1991–2007 | Esteve Ferran    |         | Units per Salou (UpS)                      |
| 2007–2009 | Antonio Banyeres |         | Partit dels Socialistes de Catalunya (PSC) |
| 2009–2019 | Pere Granados    |         | Convergència i Unió (CiU)                  |
| 2019-2023 | Pere Granados    |         | Junts per Catalunya (JxC)                  |
| 2023-act  | Pere Granados    |         | Partit dels Socialistes de Catalunya (PSC) |

Sin embargo, en 2009, CIU presentó una moción de censura contra el equipo de gobierno PSC-ICV que acabó prosperando gracias al apoyo de populares y municipalistas, formando así un pacto tripartito entre las tres fuerzas políticas conservadoras que se reeditó tras las elecciones municipales del 2011 hasta junio de 2014. En ese mes tal como se había acordado en 2011 el candidato del PP tendría que haber ocupado la alcaldía hasta mayo del año siguiente, sin embargo el alcalde se negó y se mantuvo en el cargo rompiendo el acuerdo con los populares y echando a los concejales del PP del equipo de gobierno; así en el último año CiU mantuvo la alcaldía de Salou en minoría solo con el apoyo de los municipalistas. 
En mayo de 2015 CDC volvió a ganar en minoría las elecciones en el municipio, elecciones que se caracterizaron por la aparición de nuevas formaciones políticas en el consistorio como Ganemos (partido municipal externo a Podemos), Esquerra Republicana y Ciudadanos y la desaparición de los municipalistas. El convergente Pere Granados volvió a ser investido alcalde en minoría aunque posteriormente llegaron a acuerdos de gobernabilidad con los concejales socialistas (CDC-PSC).
| Partido político                                         | 2023  | 2023  | 2023       | 2019  | 2019  | 2019       | 2015  | 2015  | 2015       | 2011  | 2011  | 2011       | 2007  | 2007  | 2007       |
| Partido político                                         | %     | Votos | Concejales | %     | Votos | Concejales | %     | Votos | Concejales | %     | Votos | Concejales | %     | Votos | Concejales |
| Partit dels Socialistes de Catalunya (PSC)               | 29,54 | 2350  | 8          | 17,21 | 1484  | 5          | 13,90 | 1048  | 4          | 17,90 | 1321  | 5          | 21,96 | 1438  | 6          |
| Esquerra Republicana de Catalunya (ERC)                  | 16,20 | 1289  | 4          | 16,16 | 1393  | 4          | 9,32  | 703   | 2          | 3,62  | 267   | 0          | 3,99  | 261   | 0          |
| Vox                                                      | 11,70 | 931   | 3          | 4,30  | 371   | 0          | —     | —     | —          | —     | —     | —          | —     | —     | —          |
| Partit Popular de Catalunya (PP)                         | 9,89  | 787   | 3          | 5,39  | 465   | 1          | 10,20 | 769   | 2          | 13,46 | 993   | 4          | 11,31 | 741   | 3          |
| Partit Demòcrata Europeu Català (PDeCAT)                 | 9,12  | 726   | 2          | —     | —     | —          | —     | —     | —          | —     | —     | —          | —     | —     | —          |
| Units Salou Acció Plural (USAP)                          | 5,23  | 416   | 1          | —     | —     | —          | —     | —     | —          | —     | —     | —          | —     | —     | —          |
| Ciutadans (CS)                                           | 4,56  | 363   | 0          | 14,53 | 1253  | 4          | 16,26 | 1226  | 4          | —     | —     | —          | 2,90  | 190   | 0          |
| Junts per Catalunya (JxC)-Convergència i Unió (CiU)      | 4,21  | 335   | 0          | 25,95 | 2237  | 7          | 27,39 | 2066  | 8          | 26,76 | 1938  | 7          | 13,65 | 894   | 3          |
| En Comú Podem (ECP)-Iniciativa per Catalunya Verds (ICV) | 3,19  | 254   | 0          | —     | —     | —          | 3,26  | 246   | 0          | 4,74  | 411   | 0          | 3,34  | 219   | 0          |
| Formació Unitat per Salou (FUPS)                         | —     | —     | —          | —     | —     | —          | —     | —     | —          | —     | —     | —          | 28,42 | 1861  | 7          |
| Units Tots Per Salou (UTPS)                              | —     | —     | —          | —     | —     | —          | —     | —     | —          | 8,04  | 593   | 2          | —     | —     | —          |
| Unió Municipal de Catalunya (UMdC)                       | —     | —     | —          | —     | —     | —          | —     | —     | —          | 7,72  | 570   | 2          | —     | —     | —          |
| Renovació Democràtica de Salou (RDS)                     | —     | —     | —          | —     | —     | —          | 4,49  | 339   | 0          | 5,27  | 389   | 1          | 9,39  | 615   | 2          |

## Servicios
- Ayuntamiento

Servicios Sanitarios y de Seguridad Ciudadana
- Policía local
- Mozos de Escuadra
- Guardia Civil
- Centro de atención primaria
- Servicio de vigilancia, salvamento y socorrismo en las playas
- Juzgado de Paz

Servicios postales
- Correos

Deportivos
- Pabellón municipal de deportes
- Estadio municipal
- Piscina municipal
- Zona deportiva de playa
- Pabellón municipal de deportes II Cabo de Salou

Ocio y cultura
- Centre d'Art Torre Vella
- Biblioteca pública municipal
- Masía Catalana
- Escuela municipal de música
- Centro cívico
- Oficina local de Català
- Teatro auditorio de Salou - TAS
- Palacio de Congresos
- Unidad de escolarización compartida
- Escuela oficial de idiomas
- PortAventura World. Complejo de ocio

Educación
- CEIP Europa
- CEIP Santa María del Mar
- Escola Salou
- Escuela Voramar
- Escuela Elisabeth
- Instituto Jaume I
- IES Marta Mata
- Guarderías: Cavallet de Mar, Nou Esplai, La Balena Blava y Judovic.
- Centro abierto infantil y juvenil Dofí Màgic-Espai Jove
- Escuela de comercio de Costa (centro vinculado URV)
- Centro Atenea (escuela de adultos)
- Grup Esplai Salou (Educación en el lleure)

## Cultura

### Fiestas
- Cós Blanc (fiesta mayor de invierno, primer sábado de febrero)
- Diada de Sant Jordi (23 de abril)
- Nits Daurades (fiesta mayor de verano, semana del 15 de agosto)
- Festa del Rei Jaume I, El Conqueridor (7 de septiembre)
- Diada del Día Once de septiembre (11 de septiembre)
- Festa de la Segregació (30 de octubre)

### Tradiciones
Calada de les Malles de Sant Pere o Tirar l'art

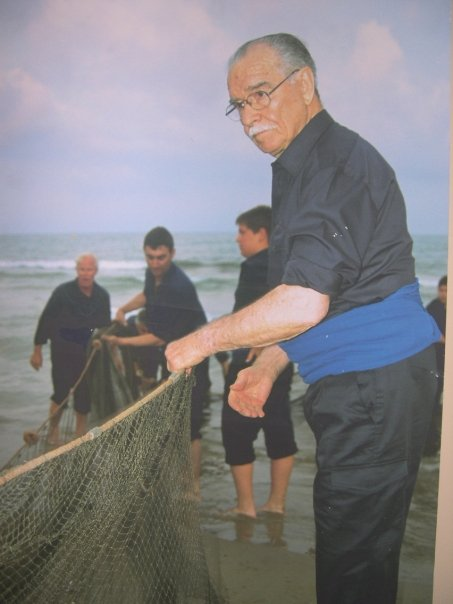
Pescadores salouenses faenando mediante el antiguo método denominado Tirar l'art

Antiguo arte de pesca artesanal efectuado por la "Societat de Pescadors de Santa María del Mar de Salou" varias veces al año, sobre todo el día de Sant Pere, patrón de los pescadores durante la fiesta mayor de verano del municipio.
Ball de Diables Maleïts

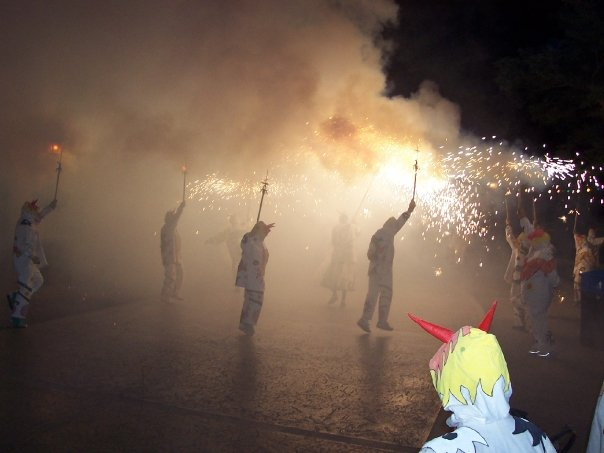
Actuación dels Diables Maleïts de Salou

Asociación fundada en 1999, que representa en eventos festivos y culturales el tradicional baile de diablos, (en catalán: ball de diables), representación de arragio medieval y origen catalán que también está presente en la Comunidad Valenciana e Islas Baleares.

### Clubes deportivos
- Unión Deportiva Salou (fútbol)
- Asociación de Veteranos de la U. D. Salou
- CF Playas de Salou(fútbol sala)
- Club Salou Fútbol Sala
- Club Petanca Salou
- Club Naútic
- Club de Actividades Subacúaticas Costa Dorada
- Club de Tenis
- Club Bàsquet Salou
- Club Patí Salou
- Agrupación Ciclista
- Grupo de Ajedrez
- Club d'Escacs Torre Vella
- Sociedad de Pesca Deportiva
- Club Voleibol Salou
- Sociedad de Caza Deportiva
- Motor Club Salou
- Club Atletismo Salou
- Club Handbol Salou
- Club de tenis Taula Salou